# Alt-Laatzen
Alt-Laatzen ist eine Ortschaft der Stadt Laatzen in der Region Hannover in Niedersachsen.

## Geschichte
Urnenfunde aus vorrömischer Zeit lassen auf eine frühzeitige Besiedlung schließen.
Die erste namentliche Erwähnung datiert vom 6. Juli 1259.
Die erste Erwähnung der alten Laatzener Kapelle, des südlichsten Bauwerkes der norddeutschen Backsteingotik, stammt vom 13. Januar 1325. Laatzen war damals ein Dorf von überwiegend abhängigen Bauern.
Die Familie von Lathusen war zu dieser Zeit der größte Grundbesitzer am Ort. Der heutige Name Laatzen ist eine Abwandlung dieses Namens. Die Besitzrechte dieser Familie gingen später an das Kloster Marienrode über.
Mit Döhren und Wülfel gehörte Laatzen danach zum sogenannten „Kleinen Freien“. Ähnlich wie im „Großen Freien“ durften die Bewohner dieser Dörfer ihre Höfe ohne Genehmigung des Obereigentümers verkaufen, konnten die Jagd ausüben und hatten das Recht, Handwerk und Gewerbe ohne Konzession zu betreiben. Dafür hatten sie Zins an den König zu zahlen und die Pflicht zum Kriegsdienst.
Laatzen war in seiner Struktur bis tief in das 19. Jahrhundert hinein bäuerlich geprägt. Im Zuge der Industriellen Revolution entwickelte sich Laatzen nach und nach zu einer Industriearbeitersiedlung mit zunächst noch deutlich ländlichem Charakter. Der Zweite Weltkrieg traf mit schweren Bombenangriffen auch Laatzen; in der Nachkriegszeit setzte sich mit dem neuen Aufschwung die Umwandlung vom alten Dorf zur städtischen Siedlung umso lebhafter fort.
1964 erfolgte die freiwillige Vereinigung Laatzens mit dem benachbarten Grasdorf zur Stadt Laatzen.
Im Zuge der Gebietsreform zum 1. März 1974 wurde die Stadt Laatzen mit den selbstständigen Gemeinden Rethen, Grasdorf, Gleidingen und Ingeln-Oesselse zusammengeschlossen. Im Gegenzug kam das Messegelände zur Stadt Hannover.

## Politik

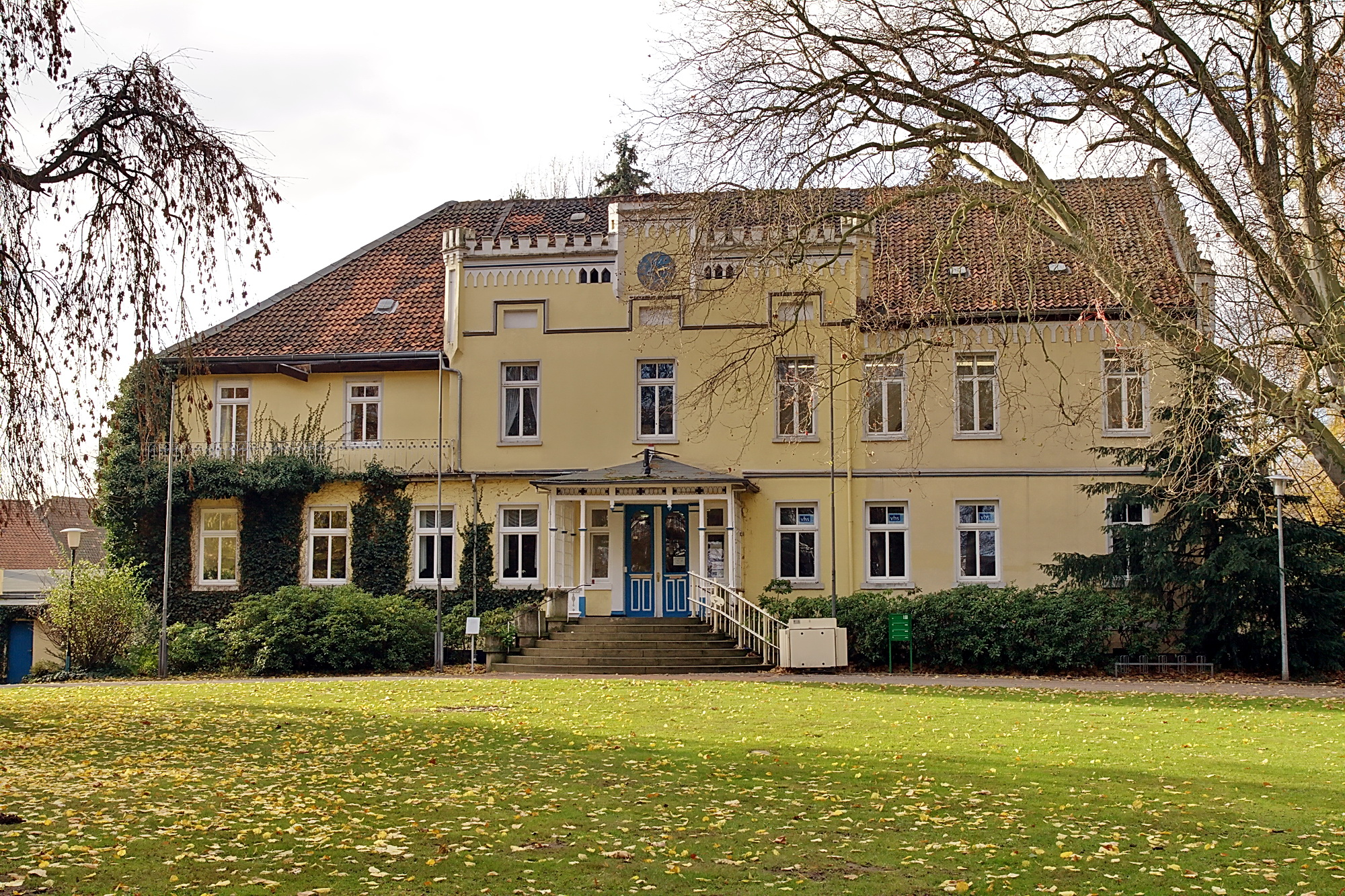
Altes Rathaus

### Ortsrat und Ortsbürgermeister
Auf kommunaler Ebene wird Alt-Laatzen von dem Ortsrat des Kernortes Laatzen vertreten.

### Wappen
Der Entwurf des Wappens von Alt-Laatzen ist von unbekannter Herkunft.
- Die Genehmigung des Wappens wurde durch den Oberpräsidenten der Provinz Hannover in den Jahren 1930/31 erteilt.
- Die am 1. März 1974 durch Gesetz neugebildete Stadt Laatzen hat das Wappen der bisherigen Stadt Laatzen übernommen, das vom Regierungspräsidenten in Hannover am 30. April 1974 genehmigt wurde.[2]

| Wappen von Alt-Laatzen | Blasonierung: „Im geteilten Schild oben auf rotem Grund ein wachsender, goldener Löwe und unten auf Grün ein silberner Wellenbalken.“ |
| Wappen von Alt-Laatzen | Wappenbegründung: Bei der Wappengestaltung der oberen Schildhälfte ist man davon ausgegangen, dass der heutige Ortsteil Laatzen der gleichnamigen Stadt zusammen mit den jetzigen hannoverschen Stadtteilen Wülfel und Döhren zum sogenannten „Kleinen Freien“ gehörte, dem alten Gerichtsverband der drei damals selbständigen Gemeinden. Dieses Gebiet bildete seinerseits einen Teil der sogenannten „Großen Grafschaft“ und ging 1248 von den Grafen von Lauenrode auf die Welfen über. Beide Geschlechter, die Grafen von Lauenrode und die Herzöge von Braunschweig-Lüneburg, führen einen steigenden Löwen im Wappen. Da die Herrschaft der Lauenroder Grafen im Kleinen Freien bereits 1248 endete, ist bei der Wappengestaltung sicherlich an den welfischen Löwen gedacht worden. Der silberne Wellenbalken auf grünem Untergrund in der unteren Schildhälfte soll die Lage Laatzens an der in grüne Wiesen eingebetteten Leine versinnbildlichen. |

## Kultur und Sehenswürdigkeiten

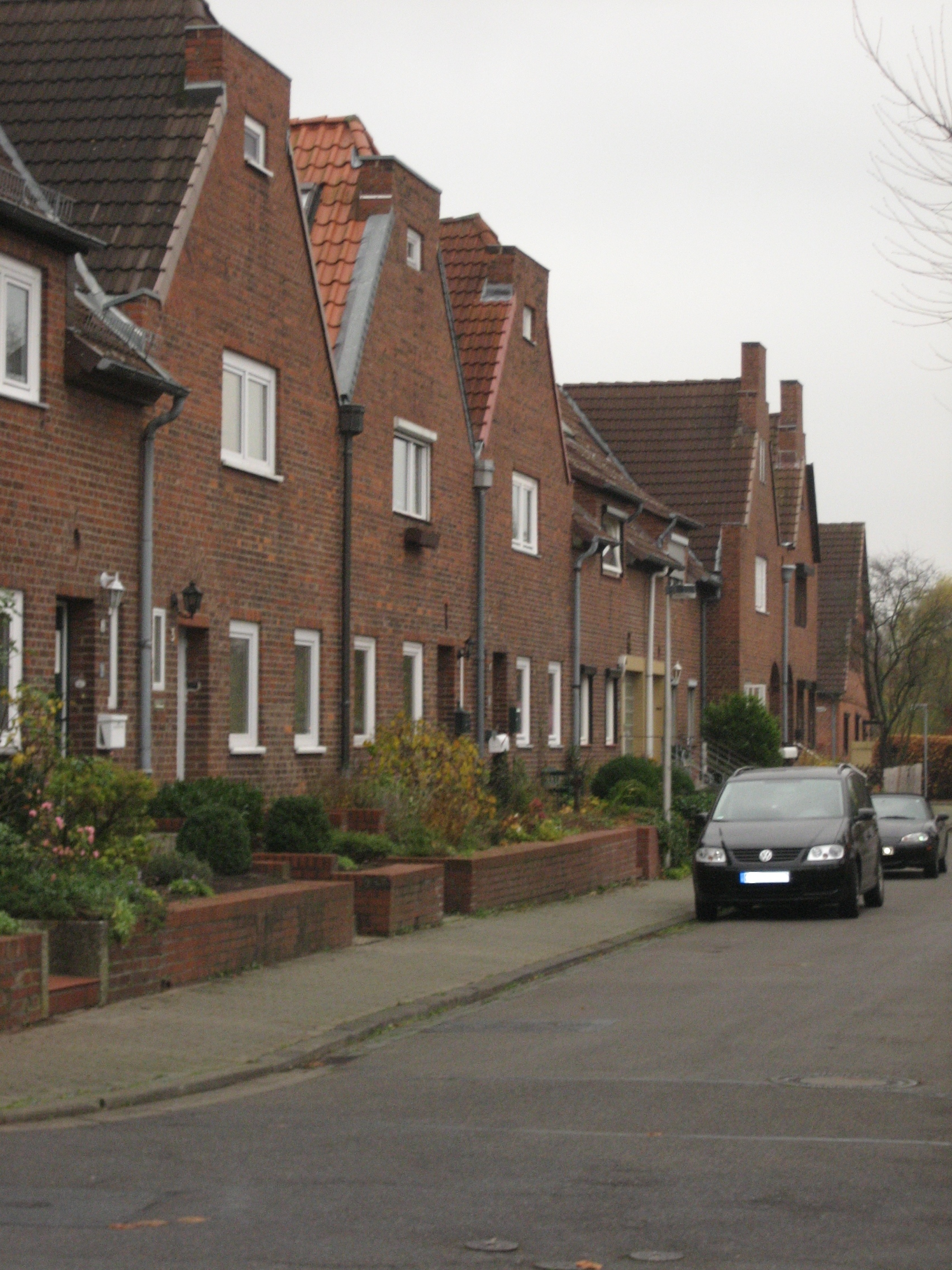
Straßenzug am Lindenplatz (Städtische Siedlung)

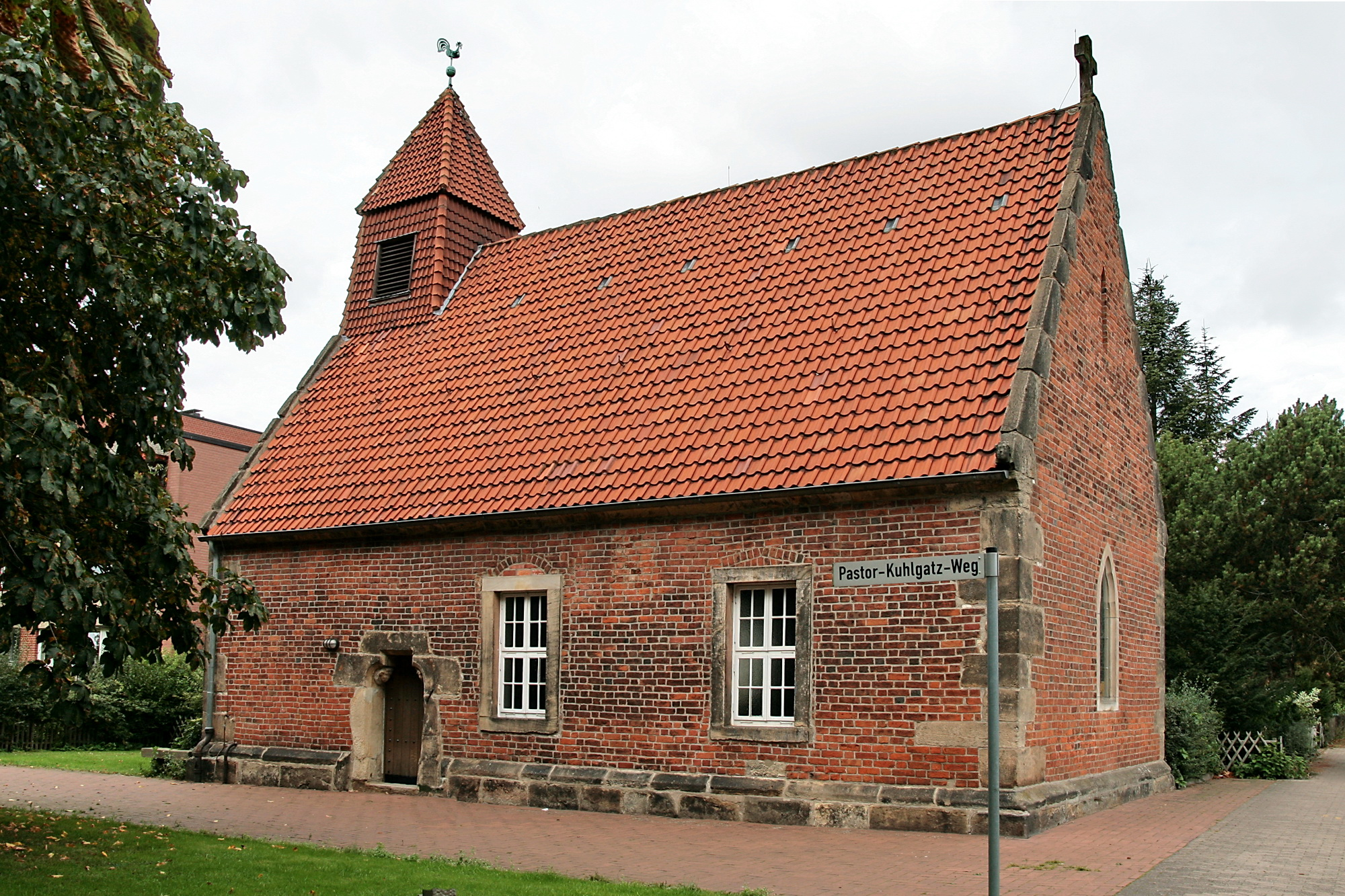
Backsteinkapelle

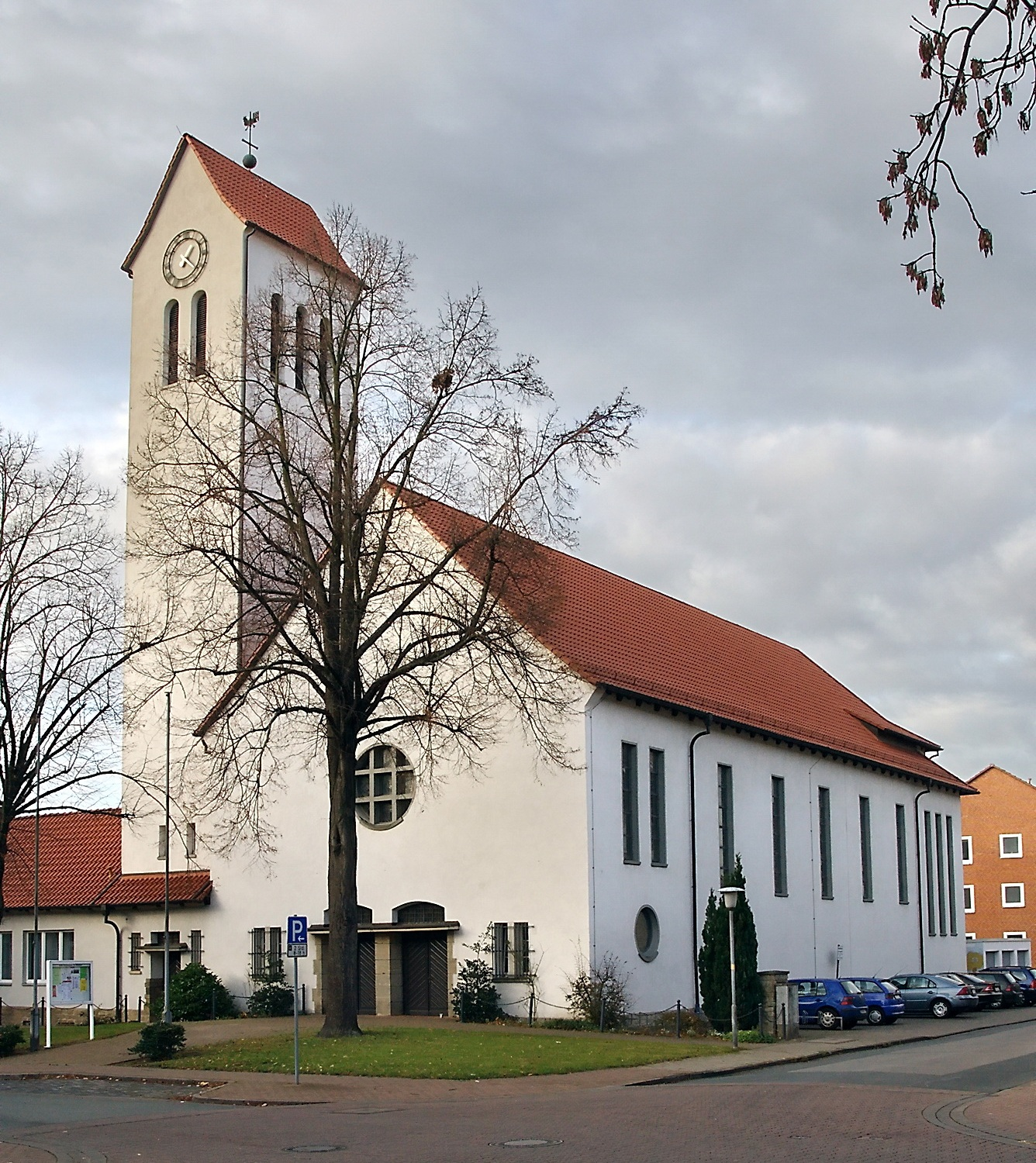
St.-Mathilden-Kirche

Mit der Laatzener Masch verfügt der Ortsteil über ein biologisch vielfältiges Feuchtbiotop. Hier befinden sich das Laatzener Luftbad, ein ehemaliges Freibad, und das „Wiesendachhaus“.
Die „Städtische Siedlung“ Laatzen ist eine in den Jahren 1918–1921 erbaute Vorstadtsiedlung mit 98 Backsteinhäusern. Sie wurde geplant vom hannoverschen Stadtbaurat Paul Wolf.
Das Luftfahrtmuseum (Geschichte der Luftfahrt) verfügt über eine Sammlung von Flugzeugmodellen. Das alte Rathaus soll 1731 erbaut worden sein. Nach einem Brand wurde es 1812 wieder errichtet und diente ab 1872 als Herrenhaus des Rittergutes von Schwake. Von 1937 bis 1976 war es Rathaus von Laatzen, heute dient es als Standesamt. Das Rudolf-Schröder-Haus wurde 1912/13 als Verwaltungsgebäude der Konsum-Gesellschaft erbaut. Das zweigeschossige, auf einem hohen verputzten Sockel stehende Haus hat eine denkmalgeschützte Fassade und steht heute auf dem Gelände der Firma Siemens an der Hildesheimer Straße.
Die Kapelle in nordischer Backsteingotik wurde erstmals 1325 urkundlich erwähnt. 1943 durch Kriegseinwirkung zerstört, wurde sie 1953/54 wieder aufgebaut und 1954 neu eingeweiht. Sie befindet sich an der Alten Rathausstraße und gehört zur Immanuel-Kirchengemeinde.
Die katholische Kirche St. Mathilde, benannt nach der Heiligen Mathilde, befindet sich an der Eichstraße. Sie wurde 1938 geweiht und bei Luftangriffen im Zweiten Weltkrieg am 22. September 1943, am 11. April 1944 und am 14. März 1945 erheblich beschädigt. Seit 1982 gehört sie als Stadtteilkirche zur Laatzener Pfarrgemeinde St. Oliver.
Die evangelisch-lutherische Immanuelkirche wurde 1959–61 erbaut, da die nahegelegene gotische Backsteinkapelle für die wachsende Gemeinde zu klein wurde. Ihre gleichnamige Kirchengemeinde gehört zum Kirchenkreis Laatzen-Springe der Landeskirche Hannovers. Im Jahr 2000 wurde zur EXPO im Vorraum der Kirche ein Café eröffnet.

### Baudenkmäler
Siehe Liste der Baudenkmale in Alt-Laatzen

### Sport- und andere Vereine
Alt-Laatzen ist Heimat der Sportlichen Vereinigung Laatzen von 1894. Das 1. Wasserball-Herrenteam, aus dem der Nationalspieler Marc Politze hervorgegangen ist, tritt aktuell in der 2. Bundesliga Nord an. Die SpVg Laatzen hat zirka 1200 Mitglieder in 9 Abteilungen bzw. 12 Sportarten und unterhält das Sportgelände „Auf der Dehne“ mit 3 Fußball- und mehreren Tennisplätzen.
In der Straße Steinbrink steht das Schützenhaus, der Sitz des 1904 gegründeten Schützenvereins Laatzen.
Ebenfalls in Alt-Laatzen ist der Stahlradverein Laatzen von 1897 e. V. zu Haus.
Alt-Laatzen ist der Heimatort des Freien Fanfarenkorps Alt-Laatzen, eines modernen Musikvereins in der Tradition der Fanfarenzüge.

### Regelmäßige Veranstaltungen
- Eichstraßenfest
- Schützenfest
- Abschied vom Sommer im Park am Alten Rathaus
- Aufführung der böhmischen Weihnachtsmesse von Jakub Jan Ryba durch die Kantorei der Immanuelgemeinde

## Wirtschaft und Infrastruktur

### Bildung
In Alt-Laatzen befindet sich die aus der Laatzener Volksschule hervorgegangene Grund- und Hauptschule Rathausstraße, die bis 2004 auch eine von zwei Laatzener Orientierungsstufen beherbergte. 2007 wurde an dieser Schule ein Ganztagsangebot eingeführt.
In Alt-Laatzen sind zwei Kindertagesstätten angesiedelt. Neben der städtischen Kita „An der Masch“ mit insgesamt sieben Gruppen wird der Kindergarten St. Mathilde mit zwei altersgemischten Gruppen von der katholischen Kirchengemeinde betrieben (eine Krippe befindet sich im Bau).

### Verkehr
In Alt-Laatzen liegt der von der S-Bahn Hannover im Stundentakt bediente Bahnhof Hannover Messe/Laatzen. Während der großen Messen wird er zusätzlich als Regional- und Fernverkehrsbahnhof genutzt.
In der Hildesheimer Straße verkehren Linien der Stadtbahn Hannover. Eine Buslinie verbindet den Stadtteil mit dem Expo Park Hannover, dem Laatzener Stadtzentrum sowie mit Pattensen.